# Anselmo Guido Pecorari
Anselmo Guido Pecorari (Sermide, 19 de maio de 1946) é um arcebispo católico italiano pertencente ao serviço diplomático da Santa Sé.

## Biografia
Anselmo Guido Pecorari nasceu em 19 de maio de 1946 em Sermide, na província de Mântua. Foi ordenado sacerdote em 27 de setembro de 1970 e foi incardinado na diocese de Mântua. Pecorari obteve o doutorado em teologia sacra em 1977 e o doutorado em direito canônico em 1980, ambos pela Pontifícia Universidade São Tomás de Aquino de Roma.
Ingressou no serviço diplomático da Santa Sé em 25 de março de 1980. Serviu inicialmente na Libéria, Espanha, Irlanda e Eslovênia. Em 1981 recebeu o título de capelão de Sua Santidade (Monsenhor) e em 1991 o título de prelado de Honra de Sua Santidade.
Em 29 de novembro de 2003, foi nomeado pelo Papa João Paulo II como núncio apostólico em Ruanda, sendo consagrado como arcebispo-titular de Populonia em 11 de janeiro de 2004 das mãos de Angelo Sodano, Cardeal Secretário de Estado, tendo por co-sagrantes a Dom Egidio Caporello, bispo de Mântua e Dom Oscar Rizzato, arcebispo-titular de Virunum e esmoleiro de Sua Santidade. Ele permaneceu neste cargo até 17 de janeiro de 2008, quando foi nomeado seu sucessor. Ele foi nomeado pelo Papa Bento XVI como Núncio Apostólico no Uruguai em 24 de maio do mesmo ano.
Em 25 de abril de 2014, o Papa Francisco o nomeou núncio apostólico na Bulgária e na Macedônia do Norte no dia 11 de julho seguinte, países onde preparou e realizou com sucesso a viagem apostólica e os encontros ecumênicos do Papa Francisco, que fixou residência na nunciatura durante a visita entre 5 e 7 de maio de 2019. Ele também promoveu a publicação de um livro sobre a visita histórica do papa.
Em 31 de dezembro de 2021, teve sua renúncia aceita pelo Papa Francisco das nunciaturas apostólicas, por limite de idade.